# 桜島赤生原町

町域の一部が大正溶岩に覆われている

桜島赤生原町（さくらじまあこうばるちょう）は、鹿児島県鹿児島市の町。旧大隅国大隅郡桜島郷赤生原村、鹿児島郡西桜島村大字赤生原、鹿児島郡桜島町大字赤生原。郵便番号は891-1417。人口は411人、世帯数は197世帯（2020年4月1日現在）。

## 地理
桜島の西部に所在し、火山扇状地の扇端部に位置する。町域の北方から東方は長谷川を挟んで桜島武町、南は桜島小池町に接しており、町域の西端を海岸線に沿って鹿児島県道26号桜島港黒神線が通っている。

### 自然公園・自然保護地区
桜島赤生原町の一部が国立公園である霧島錦江湾国立公園の区域に指定されており、特別保護地区（桜島西溶岩原）・第1種特別地域（桜島北斜面）・第2種特別地域（桜島北及び東斜面）・第3種特別地域（桜島北及び東麓）から構成される。

## 歴史

### 成立から町村制施行まで
赤生原という地名は戦国時代より見え、大隅国向島のうちであった。
江戸時代には大隅国大隅郡桜島郷（外城）のうちであり、赤生原村は赤尾原村とも書かれた。村高は「天保郷帳」では139石余、「旧高旧領取調帳」では265石余であった。1887年（明治20年）4月2日には「 鹿兒島縣下分郡ノ件」（明治20年勅令第7号）により大隅郡が南北に分割され、赤生原村は北大隅郡の所属となった。

### 町村制施行以降

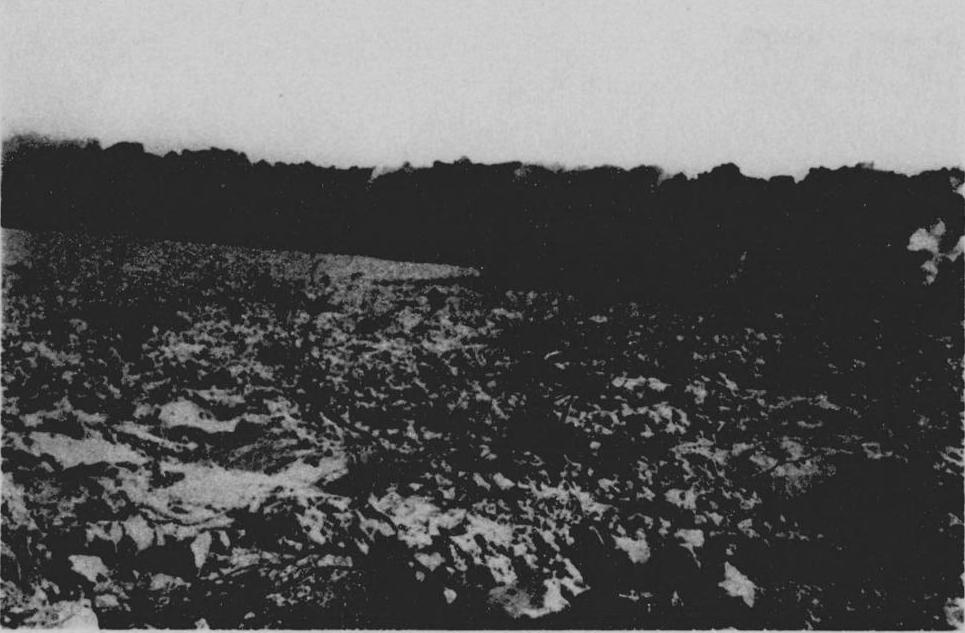
桜島の大正大噴火によって埋没した赤生原集落

1889年（明治22年）4月1日に町村制が施行されたのに伴い、桜島の西半分にあたる横山村、赤水村、小池村、赤生原村、武村、藤野村、西道村、松浦村、二俣村、白浜村の区域より北大隅郡西桜島村が成立した。それに伴いそれまでの赤生原村は西桜島村の大字「赤生原」となった。1897年（明治30年）4月1日には「 鹿兒島縣下國界竝郡界變更及郡廢置法律」（明治29年法律第55号）によって北大隅郡が鹿児島郡に統合され、西桜島村は鹿児島郡のうちとなった。
1914年（大正3年）に発生した桜島の大正大噴火では噴火による火山噴出物により、集落全戸169戸は全滅した。1973年（昭和48年）5月1日に西桜島村が町制施行し、桜島町の大字となった。
2004年（平成16年）11月1日に桜島町が鹿児島郡吉田町、日置郡松元町、郡山町、揖宿郡喜入町と共に鹿児島市に編入された。合併に際して設置された法定合併協議会である鹿児島地区合併協議会における協議によって、桜島町の区域の大字については「字の区域を廃止し、当該廃止された字の区域に相当する区域により新たに町の区域を設定し、その名称については表示案に基づき、各町の意向を尊重し合併までに調整するものとする」と協定された。
前述の協定に基づいて、合併前の10月26日に鹿児島県の告示である「 町の区域の設定及び字の廃止」が鹿児島県公報に掲載された。この告示の規定に基づき、それまでの大字赤生原は廃止され、大字赤生原の全域を以て新たに鹿児島市の町「桜島赤生原町」が設置された。

## 人口
以下の表は国勢調査による小地域集計が開始された1995年以降の人口の推移である。
| 年                 | 人口 |
| ------------------ | ---- |
| 1995年（平成7年）  | 501  |
| 2000年（平成12年） | 537  |
| 2005年（平成17年） | 522  |
| 2010年（平成22年） | 473  |
| 2015年（平成27年） | 415  |

## 施設

### 公共
- 鹿児島県警察鹿児島中央警察署桜島駐在所[23]
- 長谷港退避舎

### 寺社
- 尾地底神社

## 小・中学校の学区
市立小・中学校の学区（校区）は以下の通りである。
| 町丁         | 番・番地 | 小学校               | 中学校               |
| ------------ | -------- | -------------------- | -------------------- |
| 桜島赤生原町 | 全域     | 鹿児島市立桜洲小学校 | 鹿児島市立桜島中学校 |

## 交通

### 道路
主要地方道
- 鹿児島県道26号桜島港黒神線

### 路線バス
- 鹿児島市交通局
  - （60番 桜島線[25]） - 桜洲小学校 - 赤生原 - 長谷浜 -

### 湾港
- 桜島港[26]
  - 長谷地区（避難港（19番）[27]）[28]